# Comarca del Eume
La comarca del Eume[cita requerida] (en gallego y oficialmente, Eume) es una comarca gallega situada en la provincia de La Coruña (España) y con capital en Puentedeume. Pertenecen a esta comarca los municipios de Capela, Puentes de García Rodríguez, Cabañas, Puentedeume y Monfero. Limita al norte con la comarca de Ferrol y la comarca de Ortegal, al sur con la comarca de Betanzos y al este con la comarca de la Tierra Llana, perteneciente a la provincia de Lugo.

## Características
Tiene una superficie total de 538,61 km², lo que supone el 1,95% de la superficie total de Galicia.
La población total de la comarca era de 24 223 habitantes en 2020, aproximadamente el 0,9% del total de la población gallega, y la densidad de población era de 44,97 habitantes por km².
La comarca recibe su nombre del río Eume, río que alberga en sus márgenes el parque natural de las Fragas del Eume, en el que se encuentra el monasterio de San Juan de Caaveiro y el monasterio de Monfero, ambos de origen medieval.

## Galería de imágenes

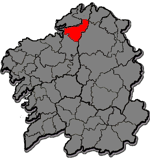

## Municipios
Está formada por los siguientes municipios: 
| # | Municipio                   | Alcalde (2019)             | Partido político (2019) | Población (2020) | % Población (2020) | Territorio km² | % Territorio | Densidad (hab./km²) |
| - | --------------------------- | -------------------------- | ----------------------- | ---------------- | ------------------ | -------------- | ------------ | ------------------- |
| 1 | Puentes de García Rodríguez | Valentín González Formoso  | PSdeG-PSOE              | 10 068           | 41,56              | 249,37         | 46,30        | 40,37               |
| 2 | Puentedeume                 | Bernardo Fernández Piñeiro | PSdeG-PSOE              | 7753             | 32,01              | 29,26          | 5,43         | 264,97              |
| 3 | Cabañas                     | Carlos Ladra Brage         | PSdeG-PSOE              | 3274             | 13,52              | 30,32          | 5,63         | 107,98              |
| 4 | Monfero                     | Andrés Feal Varela         | PSdeG-PSOE              | 1907             | 7,87               | 171,67         | 31,87        | 11,11               |
| 5 | Capela                      | Manuel Meizoso López       | PSdeG-PSOE              | 1221             | 5,04               | 58,00          | 10,77        | 21,05               |
|   | Comarca del Eume            |                            |                         | 24 223           | 100,00             | 538,62         | 100,00       | 44,97               |